# Доньї Маслараць
Доньї Маслараць (хорв. Donji Maslarac) — населений пункт у Хорватії, у Копривницько-Крижевецькій жупанії у складі громади Соколоваць.

## Населення
Населення за даними перепису 2011 року становило 74 осіб.
Динаміка чисельності населення поселення: